# Nullsleep
Nullsleep, właśc. Jeremiah Johnson (ur. 7 października 1980) – amerykański muzyk i artysta. Popularność zyskał jako promotor niskobitowej muzyki VGM (Video Game Music, Nintendo, Chiptunes). Był liderem uniwersyteckiego kolektywu artystycznego 8bitpeoples. Najbardziej znany ze swoich utworów wspomaganych konsolami Game Boy.

## Dyskografia
- Depeche Mode Megamix
- The Gameboy Singles 2002
- Hello World
- Click Bleep Click
- Wooden Polyurethane Papers
- Electric Heart Strike